# Jasey-Jay Anderson
Jasey-Jay Anderson (* 13. dubna 1975, Val-Morin) je bývalý kanadský snowboardista. Na olympijských hrách ve Vancouveru roku 2010 vyhrál závod v paralelním obřím slalomu. Krom toho má čtyři tituly mistra světa, v obřím slalomu (2001), paralelním slalomu (2005) a paralelním obřím slalomu (2005, 2009). Čtyřikrát po sobě se stal celkovým vítězem světového poháru ve snowboardingu (2000 až 2004) a dvakrát celkovým vítězem světového poháru ve snowboardcrossu (2001–02, 2005–06). Dvacetkrát stál ve světovém poháru na stupních vítězů v paralelním obřím slalomu a 19× ve snowboardcrossu. Zúčastnil se šesti olympijských her, čímž vytvořil kanadský rekord. V lednu 2018 se ve věku 42 let stal nejstarším snowboardistou, který závodil na světovém poháru, a krátce na to i nejstarším snowboardistou na olympijských hrách.